# Ourthe
Die Ourthe (deutsch auch Urt) ist ein Fluss im Osten der belgischen Ardennen. Sie entsteht in der Provinz Luxemburg aus zwei Quellflüssen, die sich an der Grenze der Gemeinden La Roche-en-Ardenne und Houffalize vereinigen. Die Ourthe ist der wasserreichste Nebenfluss der Maas.
Die 49,5 km lange Ourthe Occidentale (westliche Urt) entspringt gut 506 m über dem Meer bei dem Dorf Ourt in der Gemeinde Libramont-Chevigny (49° 55′ 31″ N, 5° 26′ 23″ O) und fließt dann durch die Gemeinden Sainte-Ode und Tenneville. Sie ist der wasserreichere Quellfluss (MQ = 7,2 m³/s). Die 38,7 km lange Ourthe Orientale (östliche Urt) entspringt 510 m über dem Meer zwischen Ourthe, Deiffelt und Beho (50° 12′ 09″ N, 5° 59′ 43″ O), den drei traditionell deutschsprachigen Dörfern in der Gemeinde Gouvy. Außer durch Gouvy fließt sie durch die Gemeinde Houffalize und deren Kernort.
Die Vereinigung liegt seit 1958 im Stausee des Barrage de Nisramont, Wasserspiegel etwa 275 m über Meereshöhe.
Danach fließt die Ourthe erst nordwest-, dann nordostwärts bis zur Einmündung der Amel (französisch Amblève), von dort nordwärts und mündet nach 165 km bei Lüttich rechtsseitig in die Maas.
Unterhalb der Vereinigung der beiden Quellflüsse liegen an der Ourthe die Städte : La Roche-en-Ardenne, Hotton (mit den Grotten von Hotton – berühmte Karsthöhle), Durbuy (Kernort einer der kleinsten Städte der Welt), Comblain-au-Pont (ebenfalls mit Höhle) und Esneux. Der Unterlauf der Ourthe ist schiffbar, wird jedoch seit den 1920er Jahren nur noch vereinzelt von Schiffen befahren.
Nach dem Fluss wurde das 1795–1815 bestehende Département Ourthe benannt.
Die drei wichtigsten Nebenflüsse der Ourthe kommen von rechts: die Aisne (nicht zu verwechseln mit der wesentlich größeren französischen Aisne), die Amel (französisch: Amblève) und die Weser (französisch: Vesdre).

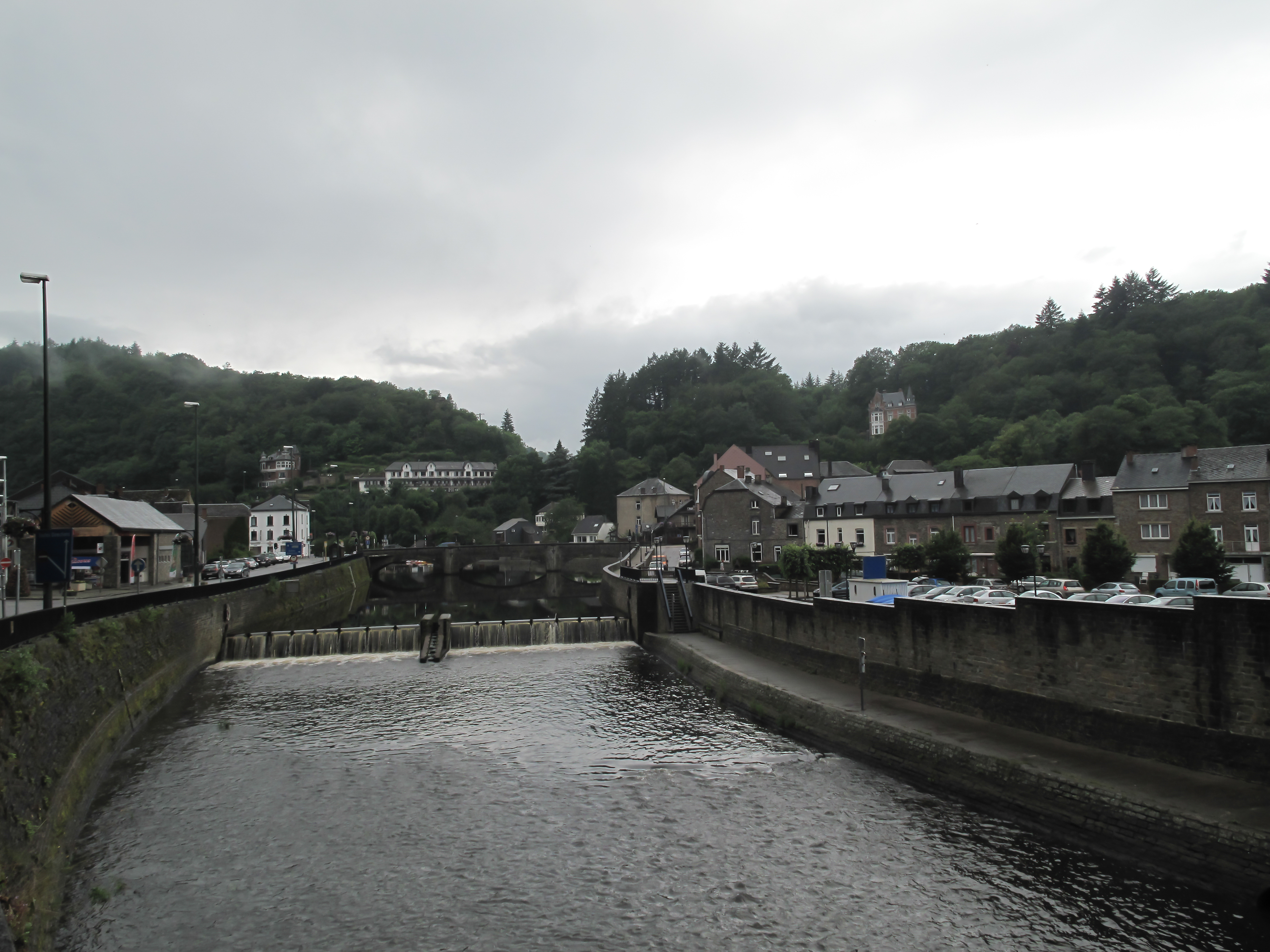
Die Ourthe bei La Roche
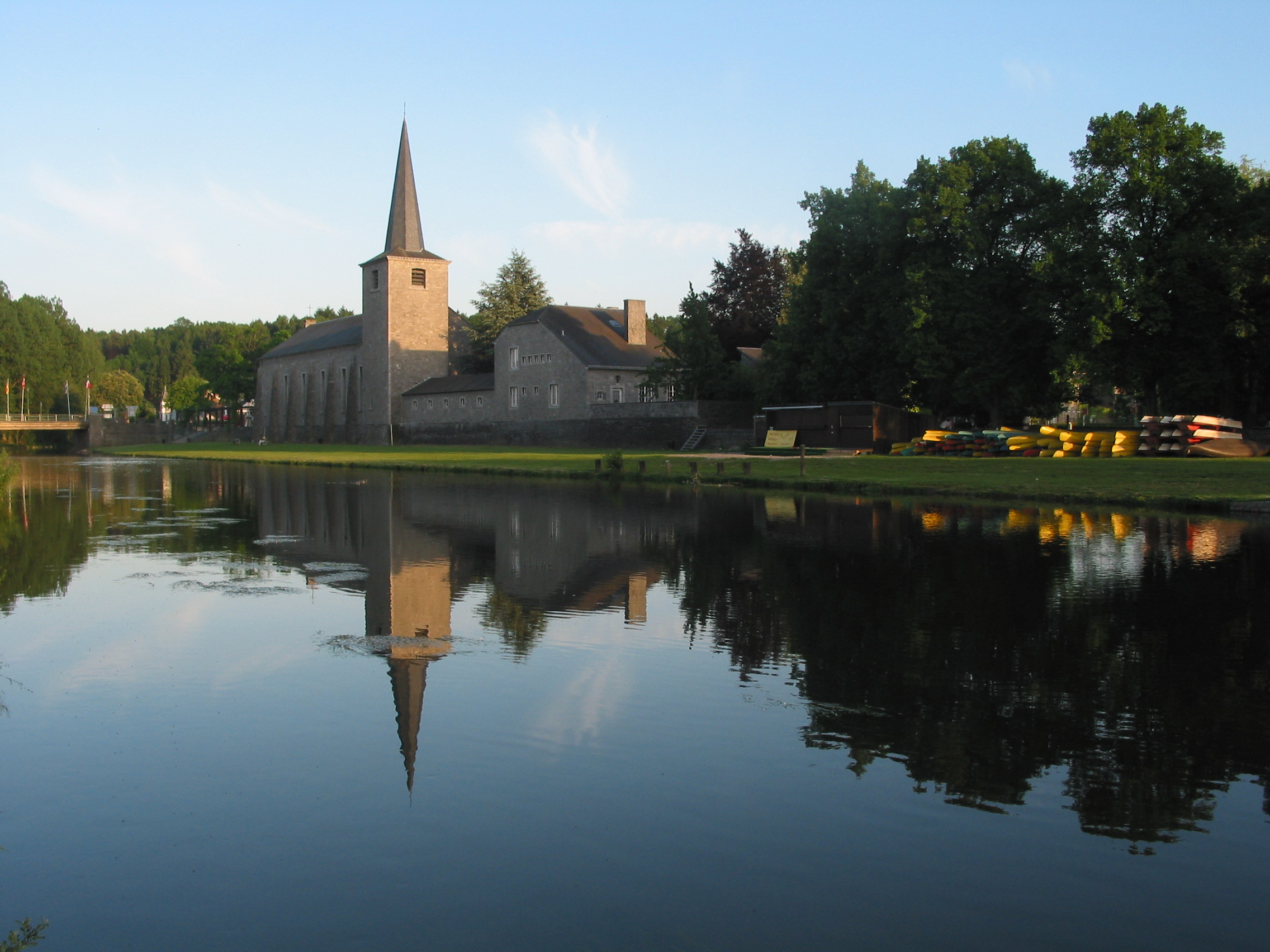
Die Ourthe beim Städtchen Hotton